# 肯尼·道提
肯尼·道提（Kenny Doughty，1975年3月27日—）是英國的一位演員。他曾就讀於市政廳音樂及戲劇學院。道提是一位曼聯球迷。